# Ameca (Roboter)

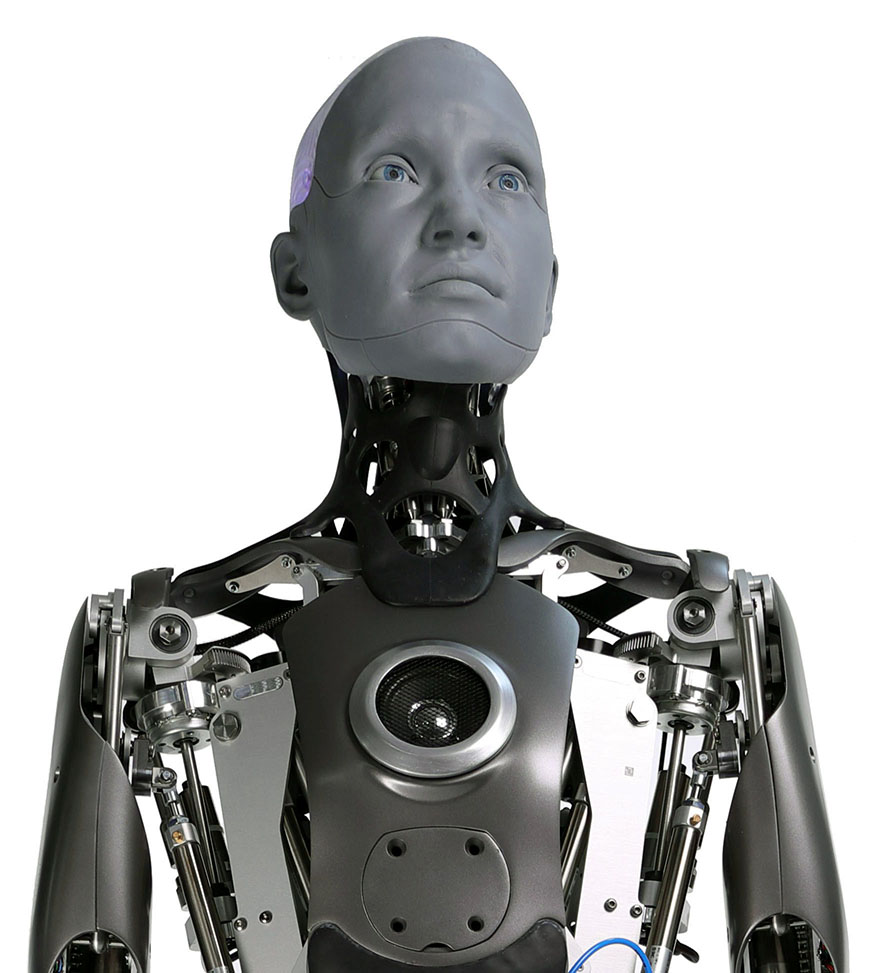
Ameca Generation 1 (2021)

Ameca ist ein humanoider Roboter, der von der britischen Firma Engineered Arts entwickelt wurde.

## Geschichte
Ameca wurde am Hauptsitz von Engineered Arts in Falmouth, Cornwall, England, entwickelt. Die ersten Videoaufnahmen Amecas wurden am 1. Dezember 2021 veröffentlicht. Ameca erlangte vor seiner ersten öffentlichen Vorführung auf der Consumer Electronics Show im Januar 2022 in Las Vegas (CES 2022) große Aufmerksamkeit auf Twitter und TikTok, als CNET und andere Medien darüber berichteten. Ameca präsentierte am Weihnachtstag 2022 eine „alternative Weihnachtsbotschaft“, die vom britischen öffentlich-rechtlichen Fernsehsender Channel 4 gezeigt wurde.

## Eigenschaften
Ameca ist in erster Linie als Plattform für die Weiterentwicklung von Technologien zur Interaktion zwischen Mensch und Roboter konzipiert. Dazu wird ein humanoider Roboter mit künstlicher Intelligenz (KI), etwa GPT-3 von OpenAI, kombiniert. Die KI kann über Sprachsynthese kommunizieren.
Zur Interaktion mit der Umwelt besitzt Ameca eingebettete Mikrofone, binokulare Augenkameras, eine Brustkamera und Gesichtserkennungssoftware. Ameca verfügt außerdem über bewegliche motorisierte Arme, Finger, Hals und Gesichtszüge. Dadurch kann Ameca den Kopf bewegen, eine menschliche Mimik zeigen, die Sprachausgabe durch passende Mundbewegungen begleiten und dazu mit Armen und Händen gestikulieren. Bewegungen der Beine (Fortbewegung) sind im Moment nicht vorgesehen.
Ameca ist 187 cm groß und 49 kg schwer. Kopf, Gesicht, Arme und Hände werden durch 52 elektrische Motoren bewegt, davon sind allein 17 für das Gesicht zuständig. Gesicht und Hände sind mit grauer Gummihaut bezogen, Haare fehlen: der Roboter soll möglichst geschlechtslos wirken.